# 調布インターチェンジ

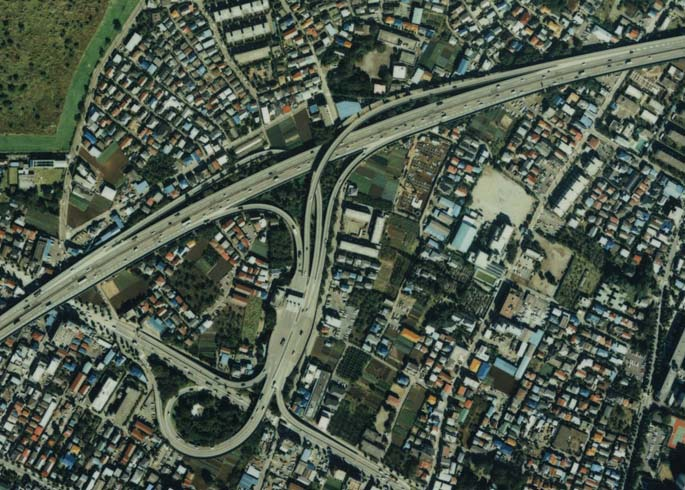
航空写真。

調布インターチェンジ（ちょうふインターチェンジ）は、東京都調布市にある中央自動車道のインターチェンジである。
調布市の他、狛江市、府中市東部、小金井市、小平市東部、三鷹市西部、武蔵野市西部、世田谷区西部の最寄りのインターチェンジである。
均一料金区域内のインターチェンジであるため料金所は入り口にのみに設置されている。ETC車以外はここで料金が徴収される。

## 接続する道路
- E20 中央自動車道 (3番)
- 国道20号

国道20号との接続部分はトランペット型になっているが、出口の合流部手前に信号機が設置されている。また、国道20号下りからの入口には横断歩道が設置されている。

## 歴史
東京都心（高井戸IC）と山梨県河口湖町（現：富士河口湖町、河口湖IC）の間で事業化された中央自動車道の中間インターチェンジとして設置された。1967年に調布IC-八王子ICが開通して供用開始。翌年に高井戸IC-調布ICも開通する予定だったが、沿線住民の反対により工事が中断し、暫定的に都心方面の起点となっていた。このことにより調布市の幹線道路の沿線住民が車の排ガスや騒音の害、交通事故の危険性にさらされているとして、調布市議会が1973年6月に日本道路公団に対してインターチェンジの閉鎖を要求することを決議した。1974年度までに開通するとして公団は閉鎖を拒否したため、8月27日に調布市の本多嘉一郎市長らが先導して調布ICを実力封鎖した。その後1975年になっても開通に至らなかったことから再度市議会が閉鎖を要求したが、公団は広域交通に影響を及ぼすとして拒否した。高井戸IC-調布ICの開通は翌1976年となった。この開通によってIC周辺の交通量はおよそ3割減少し、一酸化炭素濃度はほとんど半減したことが市の調査で分かった。

### 年表
- 1967年（昭和42年）12月15日 : 調布IC-八王子IC開通に伴い一部供用。
- 1976年（昭和51年）5月18日 : 高井戸IC-調布IC開通に伴い完全供用[3]。

## 料金所

### 中央道均一区間入口
- ブース数：4
  - ETC専用：2
  - ETC/一般：2

## 周辺
調布市の西部、調布飛行場の南東側に位置する。周辺には住宅街が広がっている。
富士見町一丁目の一部区域は調布ICによっておにぎり状に囲まれ、4本の道路によって外部と接続している。ICに囲まれることになった29世帯は移転補償の対象とならず、住民への説明も完成の約2年前の1966年1月と遅かった。住民は遠回りを強いられることによる不便、騒音や排ガスによる影響の心配、高架で囲まれることによる圧迫感を理由に移転補償を求めた。しかし日本道路公団は盛土ではなく高架であり見通しに影響はない、外に繋がる4本の道路を付けるとして補償をしない方針を貫いた。開通後は窓を開けっ放しにはできず、大きな声で話さなければ伝わらないような状況であることが伝えられている。しかし東京都心まで約30分の土地であることから、1982年には車保有世帯を中心に約80軒まで家が増加している。
- 京王線西調布駅
- 調布飛行場
- 味の素スタジアム

## 隣
E20 中央自動車道
(1)高井戸IC（上り線出口） - 中央JCT（仮称・事業中） - 三鷹TB/BS - 深大寺BS - (3)調布IC - (3-1)稲城IC（高井戸方面出入口）(3-2)府中SIC（甲府・河口湖方面出入口） - (4)国立府中IC